# Dark Before Dawn
Dark Before Dawn là album thứ năm của ban nhạc rock người Mỹ Breaking Benjamin, phát hành vào ngày 23 tháng 6 năm 2015 bởi Hollywood Records. Đây là album phòng thu đầu tiên kể từ sau sự vắng bóng của ban nhạc từ đầu năm 2010 đến cuối năm 2014, và cũng là album đầu tiên có chất nhạc hoàn toàn khác biệt so với người sáng lập, đồng thời cũng là thủ lĩnh của ban nhạc, Benjamin Burnley. Được sáng tác và sản xuất bởi Burnley, album được hình thành vào cuối khoảng thời gian vắng bóng của ban nhạc và được viết gần như hoàn toàn trước khi ban nhạc quay lại cùng làm việc, "thậm chí đến độ cùng nhau hát một nốt nhạc." Sau đó, quá trình ghi âm diễn ra tại một phòng thu cá nhân của Burnley, phòng thu mà Phobia (2006) đã được ghi âm, với toàn bộ thành viên biểu diễn các nhạc cụ tương ứng với họ, trong đó phần hát đệm được thể hiện bởi tay ghi-ta Keith Wallen và tay trống Aaron Bruch, qua đó đánh dấu bản thu âm đầu tiên có sự xuất hiện nhiều giọng hát khác nhau ngoài giọng của Burnley.
Album là một sự thành công trên cả hai phương diện chuyên môn và thương mại. Album nhận được phần lớn các phản hồi tích cực, trong đó nhiều nhà phê bình tán dương sự trung thành với những âm thanh quen thuộc của ban nhạc, trong khi một vài ý kiến lại cho rằng album quá giống với các chất liệu trước đó. Burnley cho biết anh không muốn "tái phát minh lại bánh xe" (ý là lặp lại những chất liệu đã được kiến tạo từ trước) với album này. Dark Before Dawn ra mắt ở vị trí quán quân trên bảng xếp hạng US Billboard 200, trở thành album đầu tiên đạt được vị trí này trong sự nghiệp quảng bá của ban nhạc. Với 141.000 đơn vị bán được trong tuần đầu phát hành, đây là album có doanh số thành công nhất trong sự nghiệp của ban nhạc từ trước đến nay. Vào ngày 18 tháng 3 năm 2015, ban nhạc thông báo về đĩa đơn mở đường cho album, "Failure", và đưa ra thông tin về việc phát hành album.

## Bối cảnh sản xuất
Dark Before Dawn sẽ là album đầu tiên không có sự góp mặt của hai thành viên sáng lập ban nhạc, Aaron Fink (chơi ghi-ta) và Mark Klepaski (chơi trống). Cuối năm 2010, Benjamin Burnley cho biết anh đã quá mệt mỏi để có thể tiếp tục biểu diễn, do đó ban nhạc tạm dừng hoạt động trong một khoảng thời gian chưa thể xác định, còn anh phải tìm đến cơ sở y tế để chăm sóc sức khỏe. Các vấn đề về việc liên kết ban nhạc, cũng như cuộc chiến pháp lý đã nổ ra trong năm 2011, sau cao buộc thừa nhận đã đơn phương tự cấp quyền sản xuất cho một album tuyển tập và bản phối lại cho ca khúc "Blow Me Away" (hợp tác với Sydnee Duran và Valora) của hai thành viên Fink và Klepaski. Hai nhạc sĩ ngay lập tức bị sa thải khỏi ban nhạc và sau đó họ đã đệ đơn kiện trừng phạt cũng như đòi các khoản bồi thường. Luật sư của Fink và Klepaski đã xác nhận đơn kiện này, giải thích vấn đề là do trong năm 2009, Burnley đã được cho phép để có thể mời hai thành viên ra khỏi ban nhạc vì "các nguyên nhân", nhưng quyền này của anh đã hết hiệu lực do Burnley đang phải nghỉ hát vì bị ốm. Sau khi được thẩm phán tòa án ra quyết định xử lý, vụ việc được thông báo là đã chấm dứt vào tháng 4 năm 2013, với việc Burnley được cấp quyền để tiếp tục điều hành ban nhạc dưới nghệ danh Breaking Benjamin. Không lâu sau, tay trống Chad Szeliga tuyên bố rời ban nhạc do nhiều khác biệt quá lớn.
Ban nhạc bắt tay vào thực hiện album từ cuối giai đoạn tạm dừng hoạt động. Burnley cho biết sau khi anh cảm thấy nản chí với hàng loạt những câu hỏi không có lời đáp về tình hình sức khỏe của anh, anh quyết định tập trung vào viết nhạc, trả lời trong chương trình That Metal Show, "Thật vậy, tôi đã xem báo cáo sức khỏe của bản thân [...] và tôi vứt chúng đi ngay, như thể là, 'Bạn biết không, quên chúng đi, tôi sẽ chẳng ra đâu vào đâu với thứ này đâu', nên tôi quyết định dừng việc tìm kiếm lời giải thích về chúng và chỉ tập trung vào âm nhạc của chúng tôi thôi, và đó là lúc mà Dark Before Dawn thật sự bắt đầu được hình thành." Sau khi album đã được viết gần xong, Burnley bắt đầu phân việc cho các thành viên mới của ban nhạc, bao gồm Jasen Rauch (ghi-ta chính, thành viên cũ của Red), Keith Wallen (ghi-ta rhythm và hát đệm; đến từ Adelitas Way), Aaron Bruch (trống), và Shaun Foist (trống; thành viên cũ của Picture Me Broken).

## Thu âm và sản xuất
Burnley đã mô tả album là "khoảng 95%" được viết xong  trước khi ban nhạc quay lại cùng làm việc, "thậm chí đến độ cùng nhau hát một nốt nhạc." Trong khi Burnley vẫn là người viết chính cho các bài hát, thì Rauch viết phần mở đầu và kết thúc cho các bài, "Dark" và "Dawn", và cũng tham gia sáng tác "Defeated" và "Never Again", những bài hát mà sau này được đồng thực hiện bởi Keith Wallen.:[1, 9, 12] Vào năm 2014, khi bản thu âm trở nên có tính liên kết hơn, thì Burnley cho biết trong suốt quãng thời gian tạm nghỉ, anh bắt đầu viết các chất liệu mới. Được thu âm và sản xuất ở New Jersey tại phòng thu 3013rd Studios trong Ocean City (một phòng thu riêng của Burnley) và tại The Barbershop Studios ở Hopatcong (phòng thu mà Phobia được ghi âm năm 2006),:13 Dark Before Dawn là album đầu tiên có sự xuất hiện của Burnley trong đội hình sản xuất. Nam ca sĩ cho biết:
"Nghe này, những người khác sẽ cho bạn nghe những phiên bản của họ về mọi thứ, và tôi thì chẳng thể làm được điều gì liên quan đến nó cả, nhưng tôi tự mình đặt tên cho phiên bản của riêng tôi, và tôi có thể nói rằng khối lượng công việc mà tôi sản xuất trong album này cũng tương tự như các album khác, chỉ là không có tên tôi [ở trên đó] mà thôi. Thê nên, đây thực sự là một quyết định quan trọng với tôi, như thể, 'Bạn biết không, tôi sẽ không làm điều gì khác với những gì tôi đã làm trong quá khứ với album này tôi. Tại sao bạn không nên biết tôi đã làm điều đó? Bạn biết không, tại sao tôi không ghi tên mình vào phần credit cho những việc mà tôi thực sự đang làm?' Nên tôi chỉ đơn giản hoàn thành công việc, và không kể với bất cứ ai, bất kể quá trình trước đó có ra sao, tôi sẽ nói với mọi người rằng tôi đã sẵn sàng để làm điều đó, và thế là chúng tôi sẽ bắt đầu thực hiện nó, và mọi người sẽ có liên quan, và phần credit sẽ kéo dài mãi. Nên tôi sẽ không hé nửa lời về việc tôi đang làm, tôi chỉ làm việc trong phòng thu của riêng tôi, và điều này thật tuyệt."
Tay chơi ghi-ta Keith Wallen và tay trống Aaron Bruch biểu diễn toàn bộ phần hát đệm trong Dark Before Dawn, điều này khác biệt so với các album trước đó mà Burnley tự mình biểu diễn chúng. Burnley nói rằng phần hát đệm được tập trung sản xuất nhiều nhất, trong That Metal Show, anh cho biết: "Vì, ghi-ta là ghi-ta, bạn biết đấy, ý tôi là, những gì bạn sẽ làm, bạn có thể điều chỉnh chúng và tất cả những thứ đó, nhưng hát là một việc khác hẳn nên chúng tôi dành rất nhiều thời gian cho nó. Vì khi bạn chơi ghi-ta, bạn có thể thể hiện phong cách riêng, nhưng nếu bạn hát [cùng với] ai đó bạn nên hát giống người đó để bài hát thật sự cuốn hút, nên họ đã thực sự thay đổi, về tính cách ấy, tôi đoán vậy." Bruch cũng nói thêm, "Nó là những thứ giống như sự uyển chuyển, và sự ngân rung, và bạn phải chắc chắn rằng bạn đã mang nó đến với người nghe đúng như vậy."

### Âm nhạc
Trong vai trò là nhạc sĩ chính của Dark Before Dawn, nam ca sĩ Burnley cho rằng "Tôi không muốn 'phát minh lại bánh xe'. [...] Tôi nghĩ rằng người hâm mộ đang để ý rằng ban nhạc sẽ không thay đổi, mà vì tôi là nhạc sĩ chính, tôi vẫn luôn là như thế, và công việc của tôi nữa — tất cả sẽ vẫn như cũ." Âm nhạc trong album được mô tả chủ yếu là hard rock, alternative metal, và post-grunge. M.K. Sealy của MusicSnake nhận xét về phần âm nhạc, "Với những người đã thích âm nhạc trong các album trước đó của Breaking Benjamin, âm nhạc của Dark Before Dawn sẽ tương tự chúng đến mức đáng lo ngại. Nhìn chung, Dark Before Dawn nghe như thể ban nhạc đã chỉnh lại Phobia, một vài sự phối dàn nhạc khiến cho người nghe phải dừng lại và tự hỏi rằng hình như họ đã nghe bài hát này ở một album trước đó rồi. Bất chấp sự tương đồng về mặt âm nhạc, Dark Before Dawn vẫn giúp [người nghe] trải nghiệm một sự độc đáo đến không tưởng, đầy trữ tình, và các bài hát xuyên suốt toàn bộ album rất đáng để thưởng thức."

## Quảng bá và phát hành
Ngày 18 tháng 3 năm 2015, cả album và đĩa đơn đầu tiên "Failure" được thông báo phát hành lần lượt vào các ngày 23 tháng 6 và 23 tháng 3. Đĩa đơn thứ hai và thứ ba từ album, "Angels Fall" và "Defeated", được phát hành lần lượt vào các ngày 14 tháng 4 và 12 tháng 5.  Album được stream trước vào ngày 16 tháng 6 thông qua iTunes First Play, trước khi được chính thức phát hành vào ngày 23 tháng 6.

## Tiếp nhận

### Đánh giá chuyên môn
| Đánh giá chuyên môn   | Đánh giá chuyên môn |
| Nguồn đánh giá        | Nguồn đánh giá      |
| Nguồn                 | Đánh giá            |
| --------------------- | ------------------- |
| About.com             | [ 14 ]              |
| AllMusic              | [ 13 ]              |
| Alternative Addiction | [ 20 ]              |
| The Citizens' Voice   | tích cực            |
| Melodic               | [ 22 ]              |
| Revolver              | 3/5                 |
| SF Weekly             | tiêu cực            |

Album nhận được đa số các phản hồi tích cực với nhiều nhà phê bình khen ngợi ban nhạc đã trung thành với âm thanh quen thuộc của họ, mặc dù một số khác lại chỉ trích album quá giống với các sản phẩm trước đó của nhóm. Album nhận được đánh giá tích cực từ James Monger của AllMusic, trong đó chú ý đến "sức dầy, được sản xuất khôn ngoan, với luồng âm thanh hard rock lớn mà không sợ mất lòng khán giả, bạn có thể làm rất tệ, và những người hâm mộ trung thành sẽ đánh giá cao việc Burnley và những thành viên mới vẫn tập trung vào âm nhạc trung thành mà vững chắc của ban nhạc, của những tiếng  post-grunge/hard rock cuối-thập niên 90/đầu những năm-2000", nhưng cũng nói thêm rằng "thật khó để che giấu sự thật rằng phần lớn các bài hát này đều na ná với những chất liệu trước của ban nhạc." Tom Spinelli của Melodic ca ngợi album đã trung thành với chất liệu trước đó, nhận xét "Nhìn chung thì cả album này là tất cả những gì bạn mong đợi từ ban nhạc và hơn cả thế. Breaking Benjamin là một trong số các ban nhạc thực sự không nên thay đổi những âm thanh của họ, họ không cần làm vậy."
Kristen Gaydos của The Citizens' Voice cho album một nhận xét tích cực, đề cập rằng "Dark Before Dawn đã thất bại theo một cách tuyệt vời nhờ chiến lược quảng bá cho sự trở lại của ban nhạc, đặt nền móng cho kỷ nguyên thứ hai của họ." Trên tạp chí SF Weekly, Matt Saincome lại đưa ra một đánh giá tiêu cực, nói rằng, "Điểm duy nhất làm cho album này kém đi chính là do cấu trúc của bài thứ 10, "Ashes of Eden," một bản tình ca acoustic máy móc, nhưng lại cuốn hút, và nó đã chứng tỏ rằng chính sự lựa chọn phong cách đã khiến phần còn lại của Dark Before Dawn trở nên khó chịu với người nghe, với một thứ âm nhạc có hương vị nửa vời."

### Diễn biến thương mại
Dark Before Dawn ra mắt ở vị trí quán quân bảng xếp hạng US Billboard 200, bán ra 141.000 đơn vị được quy đổi trong tuần đầu phát hành. Trong số đó có 135.000 bản là album truyền thống. Đây là album đầu tiên trong sự nghiệp của ban nhạc đạt vị trí quán quân bảng xếp hạng US Billboard 200.

## Danh sách và thứ tự các bài hát
Phần sáng tác được lấy từ ghi chú trên bìa album.
| STT              | Nhan đề                | Sáng tác                     | Thời lượng |
| ---------------- | ---------------------- | ---------------------------- | ---------- |
| 1.               | "Dark"                 | Jasen Rauch                  | 2:10       |
| 2.               | "Failure"              | Benjamin Burnley             | 3:34       |
| 3.               | "Angels Fall"          | Burnley                      | 3:48       |
| 4.               | "Breaking the Silence" | Burnley                      | 3:01       |
| 5.               | "Hollow"               | Burnley                      | 3:51       |
| 6.               | "Close to Heaven"      | Burnley                      | 4:09       |
| 7.               | "Bury Me Alive"        | Burnley                      | 4:04       |
| 8.               | "Never Again"          | Burnley, Rauch, Keith Wallen | 3:43       |
| 9.               | "The Great Divide"     | Burnley                      | 4:12       |
| 10.              | "Ashes of Eden"        | Burnley                      | 4:53       |
| 11.              | "Defeated"             | Burnley, Rauch               | 3:25       |
| 12.              | "Dawn"                 | Rauch                        | 1:52       |
| Tổng thời lượng: | Tổng thời lượng:       | Tổng thời lượng:             | 42:42      |

## Đội ngũ thực hiện
Danh sách thực hiện được chép từ phần ghi chú trên bìa album.
| Các nhạc sĩ biểu diễn - Benjamin Burnley – hát chính, guitar, sắp xếp đàn dây - Jasen Rauch – guitar - Keith Wallen – guitar, hát đệm - Aaron Bruch – trống, hát đệm - Shaun Foist – trống, giả âm thanh nhạc cụ - Các nhạc sĩ hỗ trợ - Rhiannon Burnley – hát đệm trong "Dawn" - Dave Eggar – cello trong "Ashes of Eden" - Katie Kresek – violin trong "Ashes of Eden" Quản lý - Rich Egan của Hard 8 – quản lý - Jordan Feldstein, Adam Harrison, và John Scholz quản lý cho sự nghiệp nghệ sĩ - Matthew Bonney và Maggie Cusimano của Citrin Cooperman – quản lý thương nghiệp - David Byrnes của Ziffren Brittenham LLP – pháp lí - Andy Somers của APA – đặt chỗ | Sản xuất - Benjamin Burnley – soạn nhạc, Nhà sản xuất âm nhạc, hiệu đính kĩ thuật số, kĩ sư, dàn nhạc - Jasen Rauch – soạn nhạc bài "Dark", "Never Again", "Defeated", và "Dawn" - Keith Wallen – soạn nhạc bài "Never Again" - Dave Eggar – dàn nhạc bài "Ashes of Eden" - Chuck Palmer – dàn nhạc trong "Ashes of Eden" - John Bender – kĩ sư, hiệu đính kĩ thuật số, thu âm - Dan Korneff – kĩ sư, hiệu đính kĩ thuật số - Jim Romano – kĩ sư, hiệu đính kĩ thuật số - Ben Grosse – phối nhạc trong "Dark", "Breaking the Silence", "Hollow", "Close to Heaven", "Bury Me Alive", "The Great Divide", "Defeated", và "Dawn" - Paul Pavao – hỗ trợ sản xuất - Chris Lord-Alge, Keith Armstrong, Nik Harpen – phối nhạc trong "Failure", "Angels Fall", "Never Again", và "Ashes of Eden" - Adam Chagnon – hỗ trợ sản xuất - Ted Jensen – master Đồ họa - Tom Jermann của t42design – chỉ đạo nghệ thuật và thiết kế đồ họa - Nicole Napier – bìa minh họa và nhiếp ảnh |

## Xếp hạng

### Xếp hạng tuần
| Bảng xếp hạng (2015)                | Vị trí cao nhất |
| ----------------------------------- | --------------- |
| Album Úc (ARIA)                     | 11              |
| Album Áo (Ö3 Austria)               | 49              |
| Album Bỉ (Ultratop Vlaanderen)      | 113             |
| Album Canada (Billboard)            | 1               |
| Album Hà Lan (Album Top 100)        | 66              |
| Album Đức (Offizielle Top 100)      | 34              |
| Album New Zealand (RMNZ)            | 11              |
| Album Thụy Sĩ (Schweizer Hitparade) | 66              |
| Album Anh Quốc (OCC)                | 34              |
| Album Hoa Kỳ Billboard 200          | 1               |